# 10 Armia (Cesarstwo Niemieckie)
10 Armia  (niem. 10. Armee)  – związek operacyjny Armii Cesarstwa Niemieckiego. 
Latem 1914 rozwinięto w Niemczech do etatów wojennych „pokojowe” związki operacyjne (armie). W styczniu 1915 zorganizowano 10 Armię Polową i wysłano ją do walk na froncie wschodnim.

## Struktura organizacyjna
Skład od stycznia do 20 IX 1915:
- dowództwo armii
- XXI Korpus Armijny
- XXXVIII Rezerwowy Korpus Armijny
- XXXIX Rezerwowy Korpus Armijny